# Velký šéf (film, 1971)
Velký šéf je hongkongský akční film z roku 1971.

## Děj
Cheng Chao-An (Bruce Lee) přijíždí z kontinentální Číny do Thajska za svými bratranci, aby zde získal práci v místní továrně na led. Se svým bratrancem Hsu Chienem (James Tien) se připlete do potyčky s místními pouličními násilníky. Do rvačky se však, maje na paměti slib daný matce, téměř nezapojí.
Cheng začíná pracovat v továrně na led. Když dojde k náhodnému rozbití jednoho ledového bloku, dva jeho bratranci si všimnou sáčku, který z něj vypadl. Továrna totiž funguje jako zástěrka pro obchod s drogami. Jsou pozváni k majiteli továrny Hsiao Miovi (Han Yin-Chieh), zvanému Velký šéf. Poté, co odmítnou spolupracovat, jsou oba zavražděni.
Hsu Chien se s jedním dalším dělníkem vypraví do domu Velkého šéfa aby zjistili co se stalo s jejich přáteli. Hsu pochybuje o Hsiaově tvrzení, že neví co se jim stalo a hrozí zavoláním policie. Oba jsou následně v boji zabiti. Když ostatní dělníci zjistí, že se ani oni nevrátili domů, vypukne v továrně vzpoura, všichni odmítají pracovat. Dojde k hromadné rvačce, do které se nakonec zapojí i Cheng. Pro zklidnění situace udělá Hsiao z Chenga nového předáka.
Cheng je pozván na večírek, kde je opit a poté sveden prostitutkou Sun Wuman (Marilyn Bautista). Ta ho později varuje, že je jeho život v nebezpečí za což svým vlastním zaplatí, když je krátce poté zavražděna Hsiaovým synem Hsiao Chiunem (Tony Liu).
Cheng se vydává do továrny, kde objeví nejen drogy, ale i zavražděné pohřešované dělníky. Utká se zde s Hsiaovými lidmi vedenými jeho synem. Toho ve finálním souboji zabije. Vrací se domů, kde zjišťuje, že většina jeho přátel byla povražděna a Chiao Mei (Maria Yi) zmizela. Po krátkém váhání se vydává do Hsiaovy vily, kde se v závěrečném souboji střetne s Hsiao Miem, kterého zabije. Během tohoto souboje je jednou z prostitutek vysvobozena Chiao, která zavolá policii. Poté, co Cheng zjistí, že je Chiao v pořádku, vzdá se policii a je zatčen.

## Obsazení
| Bruce Lee     | Cheng Chao-An |
| Han Yin-Chieh | Hsiao Mi      |